# Пальпація

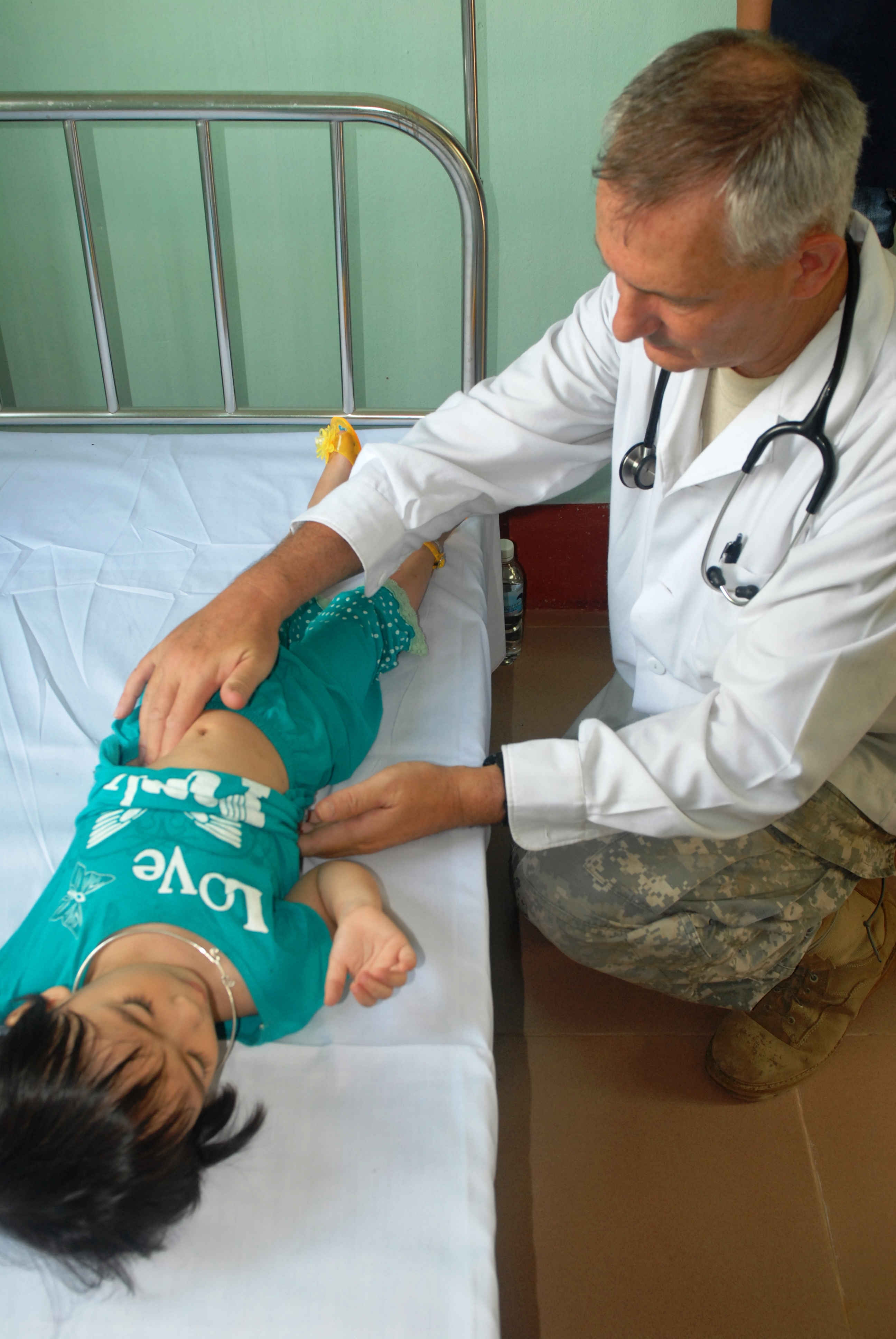
Пальпація живота дитини

Пальпація (від лат. palpatio «обмацування») — метод медичного обстеження. Як спосіб вивчення властивостей пульсу, пальпація згадується ще в працях Гіппократа. Як метод дослідження внутрішніх органів пальпація набула поширення в Європі лише у другій половині XIX століття, після робіт Р. Лаеннека, Й. Шкоди, В. П. Образцова та інших.

## Процес пальпації
Пальпація заснована на дотикальному відчутті руки, що виникає при русі і тиску пальців та долоні. За допомогою пальпації визначають властивості тканин та органів: їхній стан, величину, форму, консистенцію, рухливість, топографічні співвідношення, а також болючість досліджуваного органа.

## Види пальпації
Розрізняють поверхневу і глибоку пальпацію. Поверхневу пальпацію проводять однією або обома долонями, покладеними плазом на досліджувану область шкіри, суглобів, серця тощо. Судини (їх наповнення, стан стінки) обмацують кінчиками пальців в місці їх проходження. Глибоку пальпацію здійснюють спеціальними прийомами, різними при дослідженні шлунка, кишечника (ковзна пальпація, по Образцову), печінки, селезінки і нирок, прямої кишки, вагіни (при гінекологічному огляді) та інших внутрішніх органів.